# Theresa Abed
Theresa Abed es una política, siendo miembro del Partido Demócrata de la Cámara de Representantes de Míchigan, sirviendo durante las sesiones de 2013 a 2014. Anteriormente sirvió en la Comisión del Condado de Eaton, y como trabajadora social. Perdió en la puja para reelección en 2014 con el republicano Tom Barrett.